# Пригоди Сари Джейн
Пригоди Сари Джейн (англ. The Sarah Jane Adventures) — британський науково-фантастичний телесеріал про пригоди колишньої супутниці Доктора, журналістки Сари Джейн Сміт. Серіал є спін-офом популярного телесеріалу Доктор Хто.
Серіал було створено Расселом Т. Девісом. На відміну від орієнтованого на сімейний перегляд Доктора Хто, Пригоди Сари Джейн позиціюється як серіал для дітей і підлітків.
Серіал стартував 60-хвилинним спецвипуском 1 січня 2007 на телеканалі BBC One. Першу серію основної частини сезону було показано 24 вересня 2007, і наступні серії виходили щотижня по неділях. Сезон складається з 10 епізодів і сюжетно він поділяється на п'ять історій по дві серії кожна.
Прем'єра другого сезону відбулася 29 вересня 2008. Він складається з уже шести історій і загалом триває 12 епізодів. Третій сезон було показано восени 2009, у п'ятому та шостому епізодах (Весілля Сари Джейн) з'являється Десятий Доктор. Це його перша поява у спін-офах серіалу Доктор Хто, та останні знімання Девіда Теннанта в ролі Доктора (різдвяні спецвипуски було знято раніше, але показано пізніше).
Четвертий сезон серіалу було затверджено та показано в 2010 році. П'ятий сезон не було знято до кінця через смерть Елізабет Слейден, але шість уже відзнятих серій було показано восени 2011 року. 18 жовтня 2011 було випущено останню серію.

## Сюжет
Сара Джейн Сміт — журналістка, яка мандрувала з Доктором у 1970-х роках — продовжує розслідувати загадкові та незрозумілі події у сучасній Англії, в ході цього все ще стикаючись із іншопланетянами. Розслідування вона проводить за допомогою своїх друзів: Клайда Ленгера, Марії Джексон і Рані Чандри; а також за допомогою своїх названих дітей: Люка та Скай Смітів. Кілька разів розслідування проводив разом із ними й Доктор.

## У головних ролях
| Актор               | Персонаж        | Про персонажа                                                    | Роки      | Серії |
| ------------------- | --------------- | ---------------------------------------------------------------- | --------- | --- |
| Елізабет Слейден    | Сара Джейн Сміт | журналістка, колишня супутниця Доктора                           | 2007—2011 | Всі серії |
| Томмі Найт          | Люк Сміт        | названий син Сари Джейн, штучно вирощений прибульцями            | 2007—2011 | Всі серії, крім «Вічної пастки», «Порожньої планети» та «Загублених у часі» |
| Деніел Ентоні       | Клайд Ленгер    | приятель Люка та Марії                                           | 2007—2011 | Всі серії, крім «Вторгнення Бейнів» |
| Олександр Армстронг | Містер Сміт     | розумний комп'ютер, помічник Сари Джейн, озвучування             | 2007—2011 | Всі серії, крім «Вічної пастки» та «Загублених у часі» |
| Джон Лісон          | К-9             | Собака-робот, раніше мандрував із Доктором, озвучування          | 2007—2011 | «Вторгнення Бейнів», «Загублений хлопчик», «З Раксакорікофаллапаторіусу з любов'ю», починаючи з «Божевільної на горищі» до «Кошмарної людини» і «Бувай, Саро Джейн Сміт», окрім «Вічної пастки» |
| Ясмін Пейдж         | Марія Джексон   | звичайна 14-річна дівчинка, подруга Люка                         | 2007—2008 | Зі «Вторгнення Бейнів» до «Останнього з сонтаранців» і «Мітка воїна» |
| Джозеф Міллсон      | Алан Джексон    | батько Марії                                                     | 2007—2008 | Зі «Вторгнення Бейнів» до «Останнього з сонтаранців» і «Мітка воїна», крім «Воїнів Кудлака» |
| Джульєтт Коуен      | Крісі Джексон   | мати Марії                                                       | 2007—2008 | Зі «Вторгнення Бейнів» до «Останнього з сонтаранців», окрім «Воїнів Кудлака» |
| Енджлі Мохіндра     | Рані Чандра     | помічниця Сари Джейн і її друзів, майбутня журналістка           | 2008—2011 | З «Дня клоуна» до «Людини, якої ніколи не було» |
| Ейс Бетті           | Хареш Чандра    | батько Рані, директор школи, в якій навчаються Люк, Клайд і Рані | 2008—2011 | З «Дня клоуна» до «Людини, якої ніколи не було», крім «Божевільної на горищі», «Вічної пастки», «Подарунку», «Кошмарної людини» та «Загублених у часі»                                          |
| Міна Енвер          | Гіта Чандра     | мати Рані                                                        | 2008—2011 | З «Дня клоуна» до «В'язня джудуна», «Весілля Сари Джейн», «Сховище таємниць» і з «Бувай, Саро Джейн Сміт» до «Людини, якої ніколи не було», крім «Мітки воїна»                                  |
| Сінед Майкл         | Скай Сміт       | названа дочка Сари Джейн                                         | 2011      | Зі «Скай» до «Людини, якої ніколи не було» |

## Серії

### Новорічний спецвипуск (2007)
| № | Назва               | Код | Епізоди                 | Сценарист                       | Режисер    | Дата виходу в ефір |
| - | ------------------- | --- | ----------------------- | ------------------------------- | ---------- | ------------------ |
| 1 | «Вторгнення Бейнів» | 1.X | 60-хвилинний спецвипуск | Гарет Робертс і Рассел Т. Девіс | Колін Тіга | 1 січня 2007       |

### Сезон 1 (2007)
| № | Назва                                                                | Код      | Епізоди   | Сценарист     | Режисер       | Дата виходу в ефір           |
| --- | -------------------------------------------------------------------- | -------- | --------- | ------------- | ------------- | ---------------------------- |
| 2 | «Помста слівінів» (англ. Revenge of the Slitheen)                    | 1.1—1.2  | 2 епізоди | Гарет Робертс | Еліс Тротон   | 24 вересня 2007              |
| Першого ж дня перебування в новій школі Марія та Люк помічають, що щось негаразд. Зіпсована їжа в буфеті, дивні запахи та вчителі випускають «гази». За допомогою Сари Джейн і свого нового шкільного приятеля Клайда, діти розкривають неймовірну змову, центр якої знаходиться у новому технологічному блоці школи.                                                                |                                                                      |          |           |               |               |                              |
| 3 | «Око горгони» (англ. Eye of the Gorgon)                              | 1.3—1.4  | 2 епізоди | Філ Форд      | Еліс Тротон   | 1-8 жовтня 2007              |
| Отримавши дивне повідомлення від бабусі Клайда, команда вирушає до місцевого будинку пристарілих. Оповідання про примарну монашку продовжують множитися і незабаром діти виявляють, що ними зацікавився таємничий Орден, чиї монахині зберігають страшну таємницю. |                                                                      |          |           |               |               |                              |
| 4 | «Воїни Кудлака» (англ. Warriors of Kudlak)                           | 1.5—1.6  | 2 епізоди | Філ Гледвін   | Чарльз Мартін | 15-22 жовтня 2007            |
| Розшукуючи зниклого підлітка, Сара Джейн і Марія досліджують нову лазерну гру, Combat 3000, поки Люк і Клайд розважаються, граючи в неї. |                                                                      |          |           |               |               |                              |
| 5 | «Що сталося з Сарою Джейн?» (англ. Whatever Happened to Sarah Jane?) | 1.7—1.8  | 2 епізоди | Гарет Робертс | Грем Харпер   | 20 жовтня — 5 листопада 2007 |
| Сара Джейн загадково зникає саме тієї миті, коли величезний метеор загрожує зіткненням із Землею. Прокинувшись наступного ранку, Марія виявляє, що ніхто не пам'ятає ні про існування Сари Джейн, ні Люка, а в їх будинку живе жінка на ім'я Андреа. Намагаючись з'ясувати, що ж трапилося, Марія потрапляє до 1964 року. Чи зможе вона знайти Сару Джейн вчасно та зупинити метеор? |                                                                      |          |           |               |               |                              |
| 6 | «Загублений хлопчик» (англ. The Lost Boy)                            | 1.9—1.10 | 2 епізоди | Філ Форд      | Чарльз Мартін | 12-19 листопада 2007         |
| Сара Джейн виявляє, що містер Сміт встановив генетичний збіг Люка зі хлопчиком, якого розшукують батьки, і повертає його батькам. Поки вона зайнята розслідуванням в інституті Фарос, Люк дізнається, що його нові «батьки» — слівіни, які зуміли викрасти його за сприяння загадкового ксайлока.                                                                                    |                                                                      |          |           |               |               |                              |

### Сезон 2 (2008)
| № | Назва                                                                | Код       | Епізоди   | Сценарист      | Режисер        | Дата виходу в ефір   |
| --- | -------------------------------------------------------------------- | --------- | --------- | -------------- | -------------- | -------------------- |
| 7 | «Останній із сонтаранців» (англ. The Last Sontaran)                  | 2.1—2.2   | 2 епізоди | Філ Форд       | Джосс Агн'ю    | 19 вересня 2008      |
| Під час розслідування повідомлення про загадкові вогні, Сара Джейн стикається з прагнучим до помсти сонтаранцем, єдиним, хто вижив після подій «Плану сонтаранців». Тим часом, Марія мучиться, намагаючись зрозуміти, чи хоче вона поїхати до Америки разом із батьком, який отримав там нову роботу.                                                                                                  |                                                                      |           |           |                |                |                      |
| 8 | «День клоуна» (англ. The Day of the Clown)                           | 2.3—2.4   | 2 епізоди | Філ Форд       | Майкл Керріган | 6-13 жовтня 2008     |
| На Баннермен-роуд переїжджає нова сім'я. Дочка новоспечених сусідів, Рані, постійно бачить клоуна з моторошною зовнішністю. Одночасно зникають кілька дітей. Коли Клайд також починає бачити цього клоуна, розшуки приводять Сару Джейн до циркового музею містера Спеллмана. Вона розуміє, що казки про Щуролова могли бути зовсім не казками. Сюжет серії нагадує сюжет роману Стівена Кінга «Воно». |                                                                      |           |           |                |                |                      |
| 9 | «Таємниці зірок» (англ. Secrets Of The Stars)                        | 2.5—2.6   | 2 епізоди | Гарет Робертс  | Майкл Керріган | 20-27 жовтня 2008    |
| Після того, як в астролога-шахрая на ім'я Мартін Трумен потрапляє інопланетна сутність, його передбачення стають жахливо точними. Зустрівшись із ним, Сара Джейн отримує вельми неприємне передбачення. |                                                                      |           |           |                |                |                      |
| 10 | «Мітка воїна» (англ. The Mark of the Berserker)                      | 2.7—2.8   | 2 епізоди | Джозеф Лідстер | Джосс Агн'ю    | 3-10 листопада 2008  |
| До рук Рані потрапляє інопланетний кулон, що дарує власникові владу управляти іншими людьми. Використання кулона призводить до утворення дивної мітки на шкірі, і Рани лишає його у містера Сміта. Тим часом до Клайда після тривалої відсутності повертається його батько. Рішення Клайда розповісти батькові про свої останні пригоди призводить до великих проблем.                                 |                                                                      |           |           |                |                |                      |
| 11 | «Спокуса Сари Джейн Сміт» (англ. The Temptation of Sarah Jane Smith) | 2.9—2.10  | 2 епізоди | Гарет Робертс  | Грем Харпер    | 17-24 листопада 2008 |
| Сара Джейн знаходить часовий розкол і з цікавості проходить крізь нього. Вона опиняється в 1951 році, недалеко від свого дому. Відчайдушно бажаючи побачити батьків, яких ніколи не знала, вона ухвалює рішення, що призводить до катастрофічних наслідків. |                                                                      |           |           |                |                |                      |
| 12 | «Ворог Бейнів» (англ. Enemy of the Bane)                             | 2.11—2.12 | 2 епізоди | Філ Форд       | Грем Харпер    | 1-8 грудня 2008      |
| Мати Рані викрадено зі власного магазину. На місці Сара Джейн виявляє чек із дивним кодом і підписом місіс Вормвуд. Люкові сняться сни про свого творця. Вона повертається і жадає помсти, але тепер із нею вже й останній із сонтаранців. |                                                                      |           |           |                |                |                      |

### Спеціальний комікс-випуск (2009)
| №                                                                                            | Назва                                                                                  | Код | Епізоди                | Сценарист                      | Режисер     | Дата виходу в ефір |
| -------------------------------------------------------------------------------------------- | -------------------------------------------------------------------------------------- | --- | ---------------------- | ------------------------------ | ----------- | ------------------ |
| —                                                                                            | «З Раксакорікофаллапаторіусу з любов'ю» (англ. From Raxacoricofallapatorius with Love) | —   | 5-хвилинний спецвипуск | Гарет Робертс і Клейтон Хікман | Джосс Агн'ю | 13 березня 2009    |
| Молодий слівін прикидається послом Галактичного Альянсу, намагаючись викрасти містера Сміта. |                                                                                        |     |                        |                                |             |                    |

### Сезон 3 (2009)
| № | Назва                                                        | Код       | Епізоди                | Сценарист      | Режисер     | Дата виходу в ефір   |
| --- | ------------------------------------------------------------ | --------- | ---------------------- | -------------- | ----------- | -------------------- |
| 13 | «В'язень джудуна» (англ. Prisoner of the Judoon)             | 3.1—3.2   | 2 епізоди по 25 хвилин | Філ Форд       | Джосс Агн'ю | 15-16 жовтня 2009    |
| На Земліа зазнає аварії корабель із джудуном (поліцейським Тіньового протоколу) і його в'язнем, який знищив декілька світів і має здатність до проникнення у чужі тіла. В'язень тікає. |                                                              |           |                        |                |             |                      |
| 14 | «Божевільна на горищі» (англ. The Mad Woman in the Attic)    | 3.3—3.4   | 2 епізоди по 25 хвилин | Джозеф Лідстер | Еліс Тротон | 22-23 жовтня 2009    |
| На Землі триває 2059 рік. Хлопчик на ім'я Адам заходить на горище будинку, в якому раніше мешкала Сара Джейн. Там тепер живе самотня божевільна стара на ім'я Рані Чандра. Вона розповідає йому про свої пригоди і про те, як вона докотилася до такого життя. |                                                              |           |                        |                |             |                      |
| 15 | «Весілля Сари Джейн» (англ. The Wedding of Sarah Jane Smith) | 3.5—3.6   | 2 епізоди по 28 хвилин | Гарет Робертс  | Джосс Агн'ю | 29-30 жовтня 2009    |
| Сара Джейн закохана і готова вийти заміж. Але обручка світиться червоним світлом, Рані та Люкові ввижаються дивні звуки, а квартира нареченого Сари Джейн порожніє кілька місяців. І нарешті, чому Доктор проти її весілля? |                                                              |           |                        |                |             |                      |
| 16 | «Вічна пастка» (англ. The Eternity Trap)                     | 3.7—3.8   | 2 епізоди по 25 хвилин | Філ Форд       | Еліс Тротон | 5-6 листопада 2009   |
| Сара Джейн, Клайд і Рані разом із професором Фарос і її помічником їдуть вивчити стародавній замок, де, згідно з легендою, мешкає привид злого чаклуна Еразмуса Даркенінга. Друзям всюди ввижаються голоси, що благають їх рятуватися, в саду мешкає щось дивне, а у підвалі, що належав Даркенінгові, знаходиться інопланетне обладнання…                                                     |                                                              |           |                        |                |             |                      |
| 17 | «Помста Мони Лізи» (англ. Mona Lisa's Revenge)               | 3.9—3.10  | 2 епізоди по 25 хвилин | Філ Форд       | Джосс Агн'ю | 12-13 листопада 2009 |
| Люк свариться з Сарою Джейн. Клайд, Люк і Рані разом із класом їдуть до Інтернаціональної галереї, куди, завдяки Клайдовим талантам, тимчасово привезли картину Леонардо да Вінчі «Мона Ліза». Проте на картині замість Мони Лізи зображено помічницю куратора галереї, міс Трап. Мона Ліза, яка вийшла з картини, шукає свого «брата»…                                                        |                                                              |           |                        |                |             |                      |
| 18 | «Подарунок» (англ. The Gift)                                 | 3.11—3.12 | 2 епізоди по 25 хвилин | Руперт Лайт    | Еліс Тротон | 19-20 листопада 2009 |
| Сару Джейн і її дітей рятують від слівінів прибульці, схожі на них і які називають себе блазеринами. На вечері вони пропонують Сарі Джейн поширити рослину під назвою раквід на Землі. Сара Джейн погоджується. Наступного дня раквід мутує і починає поширюватися з шаленою швидкістю. Його спори намагаються знищити все, що може завадити їх поширенню. Під впливом спор Люк впадає в кому. |                                                              |           |                        |                |             |                      |

### Сезон 4 (2010)
Знімання четвертого сезону розпочались у березні 2010 року, показ пройшов восени. Сезон знову складається з 12 епізодів, кожний тривалістю 25 хвилин. Шість головних персонажів — Сара Джейн Сміт, Люк Сміт, Клайд Ленгер, Рані Чандра, Містер Сміт і К-9 IV — з'явились і в цьому сезоні.
Філ Форд, Руперт Лейт і Джозеф Лідстер залишилися в серіалі сценаристами. Також Гарет Робертс написав сценарій до однієї з серій, а до іншої — спільно з Клейтоном Хікменом.
Метт Сміт зіграв роль Одинадцятого Доктора в одній з історій, в ролі Джо Грант — супутниці Третього Доктора — знялася Кеті Меннінг. Ця серія написана Расселом Девісом, який вперше написав для Одинадцятого Доктора. В цій же історії у серіалі вперше показано іншу планету.
У цьому сезоні Люк Сміт їде навчатися до Оксфордського університету, а К-9 вирушає разом із ним.
| № | Назва                                                    | Код       | Епізоди                                           | Сценарист                      | Режисер     | Дата виходу в ефір   |
| --- | -------------------------------------------------------- | --------- | ------------------------------------------------- | ------------------------------ | ----------- | -------------------- |
| 19 | Кошмарна людина (англ. The Nightmare Man)                | 4.1—4.2   | Кожна серія складається з 2 епізодів по 25 хвилин | Джозеф Лідстер                 | Джосс Агн'ю | 11-12 жовтня 2010    |
| Люк готується до від'їзду до Оксфорду, але його не полишають сумніви та страхи. А в кошмарах його переслідує дивна істота «Нічний кошмар». Через один з Люкових снів «Кошмар» проникає до реального світу та починає присипляти людей, харчуючись енергією жаху від страшних снів. Люк, Клайд і Рані опиняються замкнутими кожен у своєму кошмарі, але Люк встигає залишити відеозапис про істоту, і Сара Джейн вступає в боротьбу…                                      |                                                          |           |                                                   |                                |             |                      |
| 20 | Сховище таємниць (англ. The Vault of Secrets)            | 4.3—4.4   | Кожна серія складається з 2 епізодів по 25 хвилин | Філ Форд                       | Джосс Агн'ю | 18-19 жовтня 2010    |
| Андровакс Вейл «Викрадач тіл» повертається і просить про допомогу у звільненні свого народу зі «СХОВИЩА». Сара Джейн погоджується, проте за ними починають переслідування «Люди в чорному» (Ліквідаційна команда Альянсу тіней). Мати Рани Гіта помічає Андровакса вдруге та звертається до спільноти людей, котрі бачили прибульців, під назвою «B.U.R.P.S.S.», голова якої 40 років тому було викрадено ЛВЧ.                                                           |                                                          |           |                                                   |                                |             |                      |
| 21 | Смерть Доктора (англ. Death of the Doctor)               | 4.5—4.6   | Кожна серія складається з 2 епізодів по 25 хвилин | Рассел Т. Девіс                | Ешлі Вей    | 25-25 жовтня 2010    |
| Доктор загинув. ЮНІТ запрошує Сару Джейн і її супутників на похорони Володаря Часу. Проте Сара Джейн упевнена, що тут щось не так і Доктор просто не міг умерти. На похорони також запрошено і супутницю Третього Доктора Джо Грант разом із її онуком Сантьяго. Колишні супутниці Доктора віддаються спогадам, а тим часом Клайд, Рані та Сантьяго з'ясовують, що шаншити («Космічні могильники») та співробітниця ЮНІТ затіяли щось, пов'язане з ТАРДІС, Джо та Сарою… |                                                          |           |                                                   |                                |             |                      |
| 22 | Порожня планета (англ. The Empty Planet)                 | 4.7—4.8   | Кожна серія складається з 2 епізодів по 25 хвилин | Гарет Робертс                  | Ешлі Вей    | 1-2 листопада 2010   |
| Рані та Клайд залишилися самі на планеті. На всіх комунікаційних засобах виникають дивні символи, що означають зворотній відлік, вулицями Лондону ходять двоє роботів, вимагаючи повернути їм «спадкоємця», а Клайд і Рані мають з'ясувати, чому залишилися саме вони, і хто такий «спадкоємець», інакше люди ніколи не повернуться на Землю… |                                                          |           |                                                   |                                |             |                      |
| 23 | Загублені в часі (англ. Lost in Time)                    | 4.9—4.10  | Кожна серія складається з 2 епізодів по 25 хвилин | Руперт Лайт                    | Джосс Агн'ю | 8-9 листопада 2010   |
| Власник антикварного магазинчику просить Сару Джейн, Рані та Клайда знайти три речі, виготовлені з особливого металу, що провокує резонанс во часі та змінює його, але їм потрібно встигнути до того, як у пісочному годиннику впаде остання піщинка, інакше планету поглине вікно часу… |                                                          |           |                                                   |                                |             |                      |
| 24 | Бувай, Саро Джейн Сміт (англ. Goodbye, Sarah Jane Smith) | 4.11—4.12 | Кожна серія складається з 2 епізодів по 25 хвилин | Гарет Робертс і Клейтон Хікман | Джосс Агн'ю | 15-16 листопада 2010 |
| Сара Джейн зустрічає «колегу по хобі», Рубі Вайт, яка також бореться з прибульцями. Раптом Сара Джейн серйозно занедужує і передає кермо влади Рубі. Проте Рубі зовсім не та, за кого себе видає… |                                                          |           |                                                   |                                |             |                      |

### Сезон 5 (2011)
Були наміри відзняти п'ятий сезон серіалу, але його виробництво було зупинено у зв'язку зі смертю акторки Елізабет Слейден. BBC підтвердив, що серіал більше зніматися не буде, проте вже відзняті серії п'ятого сезону було показано восени 2011 року.
| № | Назва                                                      | Код     | Епізоди   | Сценарист     | Режисер     | Дата виходу в ефір |
| --- | ---------------------------------------------------------- | ------- | --------- | ------------- | ----------- | ------------------ |
| 25 | Скай (англ. Sky)                                           | 5.1—5.2 | 2 епізоди | Філ Форд      | Ешлі Вей    | 3-4 жовтня 2011    |
| Сара Джейн о 5 годині ранку знаходить у себе на порозі новонароджену дівчинку Скай. На вулиці луснули всі лампочки без винятку. На атомній електростанції з'явилася дивна жінка на ім'я міс Майерс, а всі співробітники поснули. |                                                            |         |           |               |             |                    |
| 26 | Прокляття Клайда Ленгера (англ. The Curse of Clyde Langer) | 5.3—5.4 | 2 епізоди | Філ Форд      | Ешлі Вей    | 10-11 жовтня 2011  |
| На виставці Клайд доторкається до дивного тотему і всі, хто вимовляв або бачив його ім'я, налаштовувалися проти нього. Але це чомусь не діє на Скай.                                                                             |                                                            |         |           |               |             |                    |
| 27 | Людина, якої ніколи не було (англ. The Man Who Never Was)  | 5.5—5.6 | 2 епізоди | Гарет Робертс | Джосс Агн'ю | 17-18 жовтня 2011  |
| Люк повертається додому та знайомиться зі Скай. Однак, містер Сміт виявляє, що такий собі Джозеф Серф створив комп'ютер. Під час дослідження, Сара Джейн виявляє перешкоди. Виявилось, що Серфом керують…                        |                                                            |         |           |               |             |                    |

## Критика
В цілому, «Пригоди Сари Джейн» були добре сприйняті публікою та критиками.